# Futbolista del año en Paraguay

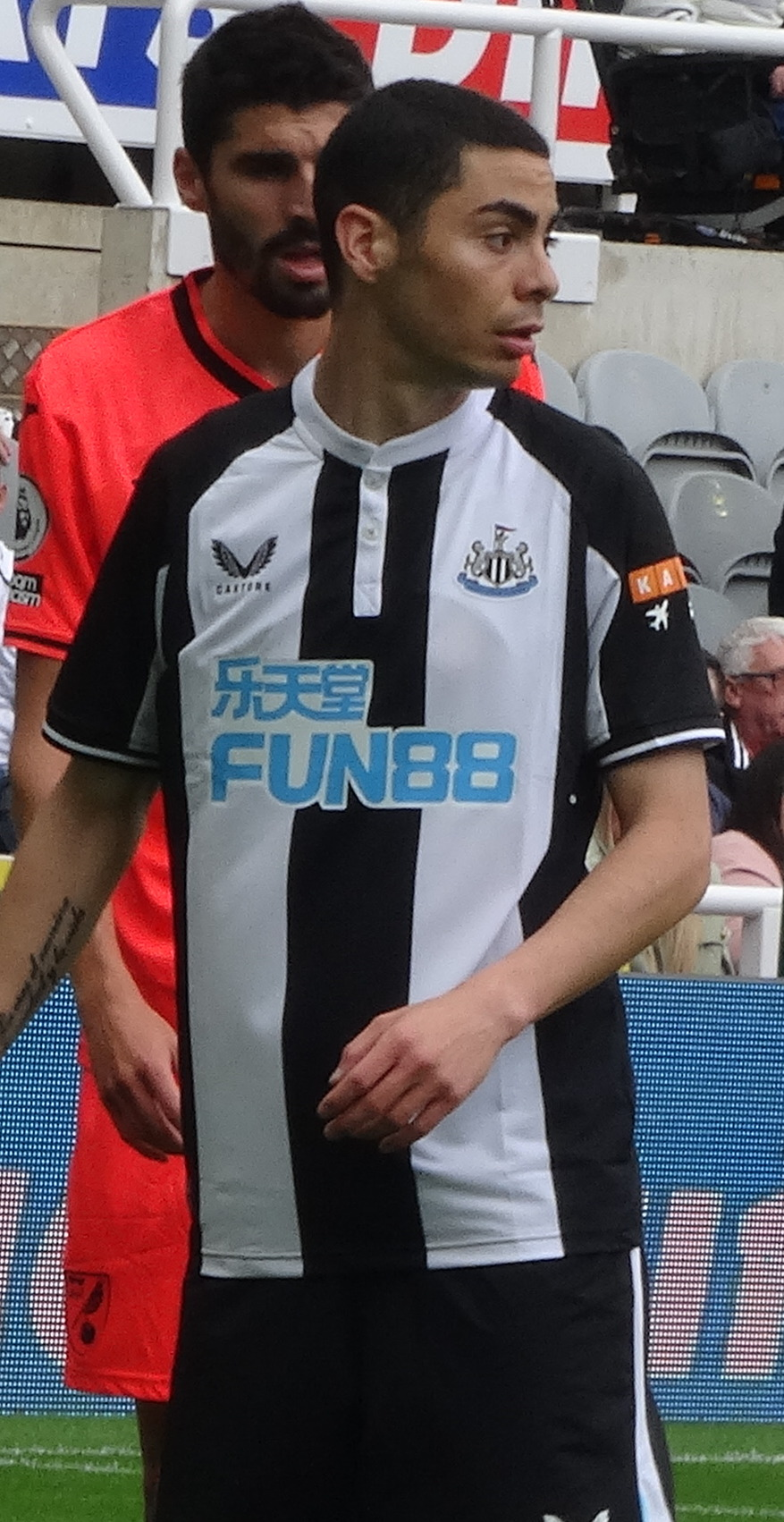
Miguel Almirón, ganador del premio en 2022.

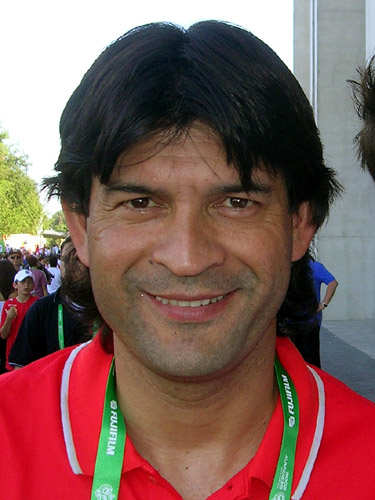
José Saturnino Cardozo junto con Miguel Almirón y Óscar Cardozo son los plusmarquistas de este premio, con tres en total.

El título de Futbolista Paraguayo del Año es una distinción anual otorgada por el periódico ABC Color al jugador de fútbol profesional paraguayo que ha demostrado el mejor desempeño durante el período de un año calendario. Los futbolistas que son considerados candidatos elegibles deben cumplir con el requisito esencial de ostentar la nacionalidad paraguaya, la cual puede haber sido adquirida ya sea por nacimiento o a través de un proceso de naturalización, y tienen la facultad de competir en cualquier liga a nivel mundial. 
Comenzó a ser entregado de forma oficial en 1997 por medio de una votación cerrada de los periodistas deportivos de ABC Color. Paralelamente al premio tradicional, desde 2004 se hace entrega de otro que corre por cuenta de los lectores del sitio web de ABC Color. A partir de 2016, los oyentes de la radio ABC Cardinal también pueden participar, agregando sus votos a los enviados por los internautas. La doble elección se lleva a cabo durante el transcurso de la última semana de cada año.

## Ganadores

### Premio otorgado por periodistas

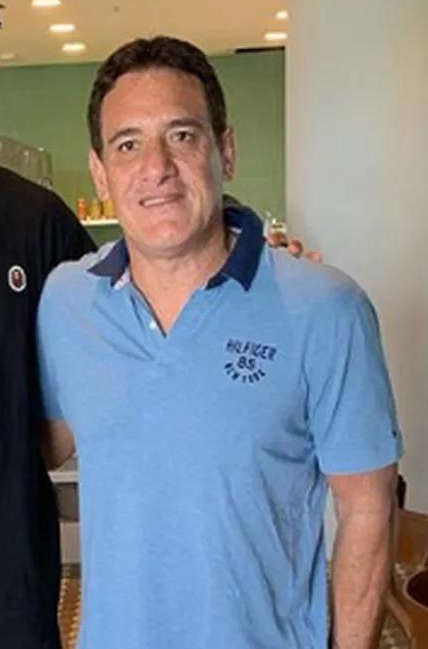
Carlos Gamarra se convirtió en el primer ganador del premio en 1997 y repitió la distinción al año siguiente.

| Año  | Jugador                 | Club                       |
| ---- | ----------------------- | -------------------------- |
| 1997 | Carlos Gamarra          | S. L. Benfica              |
| 1998 | Carlos Gamarra          | Corinthians                |
| 1999 | Roque Santa Cruz        | Olimpia Bayern de Múnich   |
| 2000 | José Saturnino Cardozo  | Toluca                     |
| 2001 | Roberto Acuña           | Real Zaragoza              |
| 2002 | José Saturnino Cardozo  | Toluca                     |
| 2003 | José Saturnino Cardozo  | Toluca                     |
| 2004 | Justo Villar            | Newell's Old Boys          |
| 2005 | Julio dos Santos        | Cerro Porteño              |
| 2006 | Óscar Cardozo           | Nacional Newell's Old Boys |
| 2007 | Salvador Cabañas        | América                    |
| 2008 | Claudio Morel Rodríguez | Boca Juniors               |
| 2009 | Óscar Cardozo           | Benfica                    |
| 2010 | Lucas Barrios           | Borussia Dortmund          |
| 2011 | Pablo Zeballos          | Olimpia                    |
| 2012 | Pablo Aguilar           | Tijuana                    |
| 2013 | Ángel Romero            | Cerro Porteño              |
| 2014 | Fernando Fernández      | Guaraní                    |
| 2015 | Derlis González         | Dinamo de Kiev             |
| 2016 | Rodrigo Rojas           | Cerro Porteño              |
| 2017 | Miguel Almirón          | Atlanta United             |
| 2018 | Miguel Almirón          | Atlanta United             |
| 2019 | Roque Santa Cruz        | Olimpia                    |
| 2020 | N/A                     | N/A                        |
| 2021 | Gustavo Gómez           | Palmeiras                  |
| 2022 | Miguel Almirón          | Newcastle United           |
| 2023 | Mathías Villasanti      | Grêmio                     |
| 2024 | Diego Gómez             | Inter de Miami             |

### Premio otorgado por lectores y oyentes
| Año  | Jugador            | Club                       |
| ---- | ------------------ | -------------------------- |
| 2004 | Justo Villar       | Newell's Old Boys          |
| 2005 | Julio dos Santos   | Cerro Porteño              |
| 2006 | Óscar Cardozo      | Nacional Newell's Old Boys |
| 2007 | Nelson Haedo       | Borussia Dortmund          |
| 2008 | Salvador Cabañas   | América                    |
| 2009 | Salvador Cabañas   | América                    |
| 2010 | Nelson Haedo       | Hércules                   |
| 2011 | Pablo Zeballos     | Olimpia                    |
| 2012 | Fidencio Oviedo    | Cerro Porteño              |
| 2013 | Pablo Aguilar      | Tijuana                    |
| 2014 | Fernando Fernández | Guaraní                    |
| 2015 | Rodrigo Rojas      | Cerro Porteño              |
| 2016 | William Mendieta   | Olimpia                    |
| 2017 | Miguel Almirón     | Atlanta United             |
| 2018 | Roque Santa Cruz   | Olimpia                    |
| 2019 | Roque Santa Cruz   | Olimpia                    |
| 2020 | N/A                | N/A                        |
| 2021 | Gustavo Gómez      | Palmeiras                  |
| 2022 | Miguel Almirón     | Newcastle United           |
| 2023 | Mathías Villasanti | Grêmio                     |
| 2024 | Diego Gómez        | Inter de Miami             |

- Nota: 1. En algunos casos, como el de Roque Santa Cruz y Óscar Cardozo, un jugador puede aparecer con dos clubes distintos debido a que militó en ambos durante el mismo año; 2. En negrita: jugadores en activo en 2025.